# Скорый (тендер, 1845)
«Скорый» — парусный тендер Черноморского флота Российской империи, находившееся в составе флота с 1845 по 1858 год. Во время службы использовался в качестве гидрографического и учебного судна, принимал участие в действиях флота у кавказского побережья и Крымской войне, а по окончании службы был разобран в Николаеве.

## Описание судна
Парусный одномачтовый тендер с деревянным корпусом. Длина судна по сведениям из различных источников составляла от 19,3 до 21,1 метра, ширина — 7,3 метра. Артиллерийское вооружение тендера составляли 12 орудий, включавшие две фунтовые чугунные пушки и десять 12-фунтовых карронад.

## История службы
Тендер «Скорый» был заложен на стапеле Николаевского адмиралтейства 18 (30) марта 1844 года и после спуска на воду 9 (21) сентября 1845 года вошел в состав Черноморского флота России. Строительство вёл кораблестроитель полковник А. С. Акимов.
В кампании с 1841 по 1851 год тендер использовался для выполнения гидрографических работ в акватории Чёрного моря.
В 1852 году выходил в практическое плавание вдоль крымских берегов.
В навигацию 1853 года принимал участие в операциях отрядов кораблей Черноморского флота у кавказских берегов Чёрного моря.
Принимал участие в Крымской войне. В кампании 1854 и 1855 годов находился в готовности на рейде в Севастополе. В 1855 году при бомбардировке города англо-французскими войсками получил сильные повреждения, от которых затонул.
После войны 24 сентября (6 октября) 1856 года был поднят со дна, отремонтирован и вновь введен в состав судов флота. В том же году принимал участие в практическом плавании у берегов Крыма.
По окончании службы в составе Российского императорского флота после 1858 года тендер «Скорый» был разобран в Николаеве.

## Командиры судна
Командирами тендера «Скорый» в составе Российского императорского флота в разное время служили:
- А. И. Шестаков (1846—1850 годы);
- Н. М. Станюкович (1851 год);
- И. В. Сарычев (1852 год);
- С. С. Сенявин (1853—1854 годы);
- И. С. Шишкин (1855 год);
- А. В. Фельдгаузен (1856 год);
- Е. Н. Сотири (1857—1858 годы).